# Elaphoglossum rudolphi
Elaphoglossum rudolphi là một loài dương xỉ trong họ Dryopteridaceae. Loài này được Espinosa mô tả khoa học đầu tiên năm 1932.
Danh pháp khoa học của loài này chưa được làm sáng tỏ. 